# Хатар ут (станция метро)
Хатар ут (венг. Határ út — «Граничная улица», букв. «улица Границы <города>») — станция Будапештского метрополитена на линии M3 (синей).
Открыта 20 апреля 1980 года в составе участка «Надьварад тер» — Кёбанья-Кишпешт. Названа по близлежащей улице «Хатар», что буквально переводится как «Граница» (до образования «Большого Будапешта» здесь проходила граница города). Со станции «Хатар ут» начинается участок длиной в восемь станций, на котором линия M3 идёт параллельно проспекту Иллёи (Üllői út), длиннейшей улицы Будапешта, ведущей из центра города в юго-восточном направлении.
«Хатар ут» — однопролётная станция мелкого заложения. На станции одна островная и одна боковая платформа.
С 6 апреля 2019 по 22 октября 2020 года южная часть линии M3 от станции «Надьварад тер» до станции «Кёбанья-Кишпешт» была закрыта на реконструкцию.